# 楊闇公烈士銅像
杨闇公铜像位於重慶市渝中区佛图关公园。1992年3月19日列為重慶市第二批市級文物保護單位。2022年7月29日公布为重庆市文物保护单位（革命文物类）。